# The Unchastened Woman (film fra 1918)
The Unchastened Woman er en amerikansk stumfilm fra 1918 af William J. Humphrey.

## Medvirkende
- Grace Valentine - Caroline Knolleys
- Mildred Manning - Emily Madden
- Catherine Tower - Hildegard Sanbury
- Edna Hunter - Susan Ambie
- Frank R. Mills - Hubert Knolleys